# John Eatton Le Conte
John Eatton Le Conte (ur. 22 lutego 1784 w Shrewsbury, zm. 21 listopada 1860) – amerykański entomolog.

## Biografia
John Eatton Le Conte urodził się w Shrewsbury w New Jersey 22 lutego 1784 roku. Wraz z bratem Lewisem był uczniem dr Davida Hosacka w Columbia College (Uniwersytet Columbia). Wydał po łacinie katalog roślin wyspy Manhattan. Opublikował szereg artykułów na temat roślin, polemizując z autorem „Szkicu botaniki Południowej Karoliny i Georgii” (ang. A Sketch of the Botany of South-Carolina and Georgia) Stephenem Elliottem. Le Conte wydał wraz z Jeanem Alphonsem Boisduvalem obszerne opracowanie o owadach. Badacz zajmował się też żabami, małymi ssakami, gadami i skorupiakami. Zmarł 21 listopada 1860 roku.
Syn John Lawrence LeConte był również entomologiem.